# Landhof
Le Landhof est un stade de la ville de Bâle en Suisse, destiné à la pratique du football. 
De 1893 à 1967, le FC Bâle y dispute ses matchs à domicile, avant de déménager au stade Saint-Jacques à la capacité plus grande.

## Rencontres internationales
Entre 1908 et 1931, l'équipe de Suisse y dispute 7 rencontres internationales, dont la première victoire de son histoire en 1908 :
| Date             | Adversaire            | Résultat | Spectateurs | Compétition                               |
| ---------------- | --------------------- | -------- | ----------- | ----------------------------------------- |
| 5 avril 1908     | Allemagne             | 5-3      | 4 000       | Match amical                              |
| 20 mai 1909      | Angleterre (amateure) | 0-9      | 8 000       | Match amical                              |
| 3 avril 1910     | Allemagne             | 2-3      | 5 000       | Match amical                              |
| 4 mai 1913       | Belgique              | 1-2      | 5 000       | Match amical                              |
| 23 décembre 1917 | Autriche              | 0-1      | 5 000       | Match amical                              |
| 16 mai 1920      | Pays-Bas              | 2-1      | 6 000       | Match amical                              |
| 29 novembre 1931 | Autriche              | 1-8      | 25 000      | Coupe internationale européenne 1931-1932 |